# Брахиация

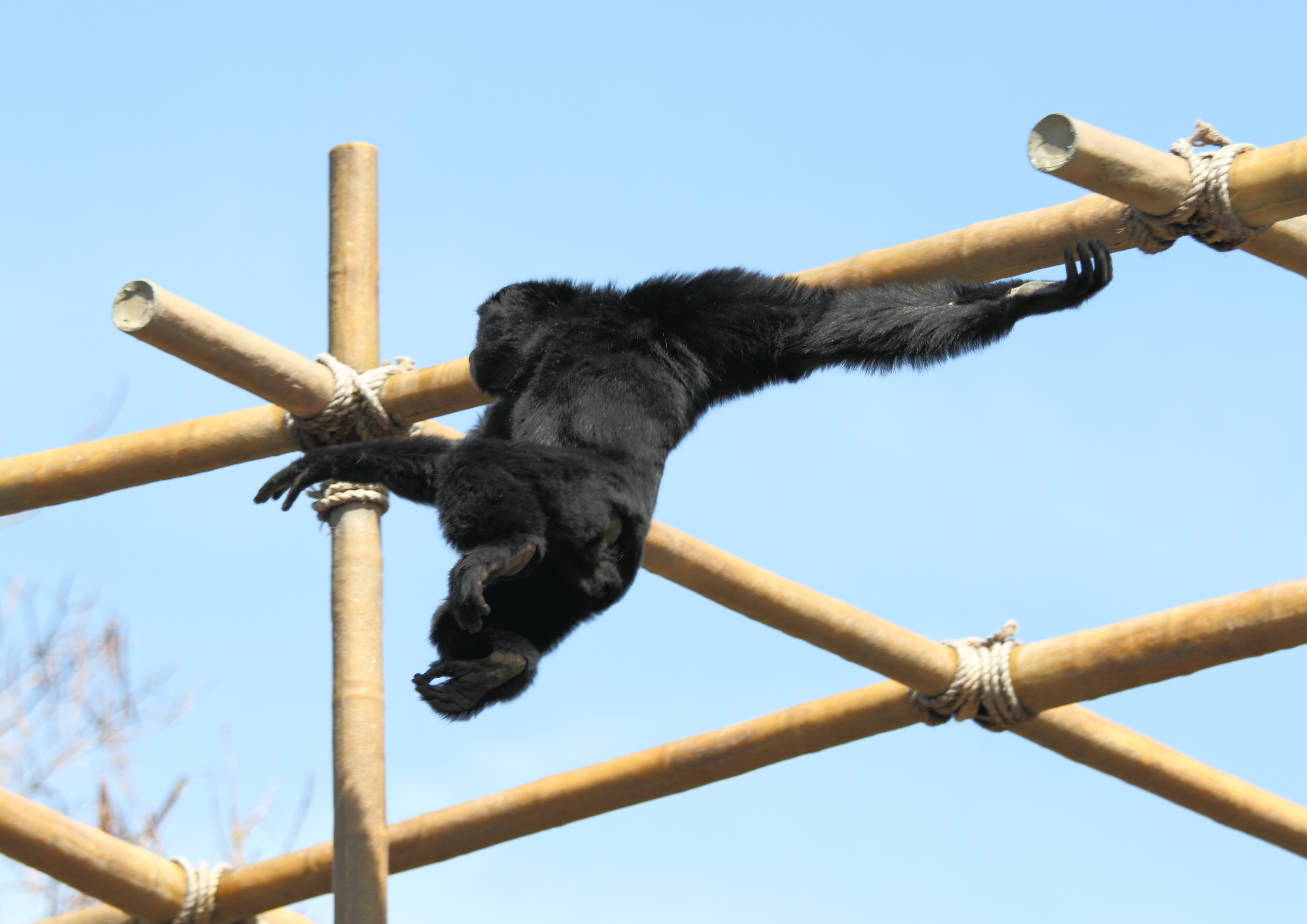
Гиббон во время фазы полёта при брахиации

Брахиа́ция (от лат. brachium — плечо, что в свою очередь восходит к греч. βραχιον — рука во всю её длину) — форма локомоции, перемещения животных, ведущих древесный образ жизни, по ветвям деревьев только при помощи передних конечностей. У животных, использующих для передвижения брахиацию, передние конечности (руки) значительно длиннее задних. Брахиация свойственна приматам из надсемейства человекообразных обезьян. Брахиация — основной способ передвижения гиббонов и сиамангов в Юго-Восточной Азии. Так эти обезьяны передвигаются 80 % времени на руках. Некоторые обезьяны Старого Света используют комбинированное передвижение — брахиация совмещается с прыжками. Некоторые виды обезьян Нового Света используют вместе с брахиацией подвешивание своего тела на хвосте, таким образом, хвост действует как пятая конечность, позволяя хвататься за ветви.
При исследовании останков вымершего вида Проконсул было доказано, что этот вид обезьян, родом из Восточной Африки, периода миоцена, освоил и развил раннюю форму способности подвешиваться с помощью хвоста к ветвям. К современному периоду полноценной брахиацией владеют только гиббоны и сиаманги. Они обладают рядом специфических черт, заметно облегчающих брахиацию:
- короткий позвоночник, облегчающий прыжки, броски, резкие перепады нагрузок при приземлении на ветви, при цеплянии руками к ветвям после стадии полёта,
- короткие ноги,
- длинные изогнутые пальцы,
- длинные передние конечности — руки,
- свободно вращающиеся запястья.[4][3][2][1]

Современные люди сохраняют многие физические особенности, роднящие их с носителями брахиации, — гибкие плечевые суставы, пальцы, хорошо подходящие для хватания предметов. Они восходят к общему предку среди приматов. Интересно также следующее сравнительное наблюдение: современные большие обезьяны — гориллы, шимпанзе и бонобо — уже почти не используют брахиацию, за исключением орангутанов. Однако у людей сохранилась данная локомоция, что позволяет детям в детских парках передвигаться по горизонтально расположенным лестницам, а также является частью гимнастической подготовки в школах и в спорте, когда люди передвигаются по лестницам горизонтального типа путём типичного брахиирования.
В процессе эволюции гиббоны, полностью освоившие передвижение с помощью брахиации, изменили стиль поведения относительно остальных видов приматов. Они переносят своих детей не на спинах, а вентрально — детёныши цепляются за шерсть на животе. Существует несколько взглядов на то, почему гиббоны склонились именно в сторону узкой специализации на брахиирование. Согласно одной из теорий, гиббоны, посредством умения цепляться за даже не толстые ветви и активно передвигаться среди крон деревьев, могут добираться до самых верхних плодов, растущих на концах тонких ветвей, в то время как крупные обезьяны не способны на это в силу веса, а мелкие приматы не умеют держаться долго обеими руками за ветви и активно перепрыгивать с ветки на ветку на большой высоте, на ходу определяя траекторию безопасного движения. Такой подход позволяет добывать еду даже в периоды засух и неурожаев. Согласно другой версии, брахиация была выбрана как более тихий способ передвижения, в отличие от прыжков и вертикального лазания по деревьям.

## Типы брахиации

### Непрерывный контакт
Это форма, когда примат движется с низкой скоростью. Животное при этом поддерживает постоянный контакт с веткой-опорой. Этот тип передвижения использует в физическом смысле принцип пассивного обмена между двумя типами энергии — гравитационная энергия и кинетическая энергия. Такой подход имеет важный плюс — примат может передвигаться с низкими энергетическими затратами. Схожим принципом в плане энергетического обмена и контакта с опорой обладает ходьба у человека.

### Прерывистый контакт — Рикошет
Данный тип брахиации используется для быстрого перемещения, характеризуется фазой полёта между перехватыванием руками за ветви-опоры. Основан на физическом принципе обмена энергией между энергией вращательного движения и кинетической энергией. Наиболее близкий аналог из известных примеров — кнут, «кнутообразное движение», при котором фаза полёта перемежается с фазой резкого рывка, подкрепляемого запасённой кинетической энергией и помогающая осуществить следующий цикл вращательного движения. У людей аналог подобного передвижения — бег, при котором так же имеется фаза полёта.

## Модель брахиации — маятник
Брахиация в физическом смысле зачастую сравнивается с маятником. При этом приматы двигаются, не соблюдая строгих фазовых колебаний маятников, когда перемещаются по деревьям. За время эволюции приматы выработали стратегию, при которой они максимизируют наращивание мощи кинетической энергии, когда нужно двигаться вперёд. Во время подъёма они сводят к минимуму потерю кинетической энергии, также приматы научились избегать колебаний тела в бок, что негативно сказывается на скорости передвижения и энергетическом расходе на движение. Приматы научились в процессе каждого колебательного движения корректировать его векторы и избегать излишних затрат энергии и изменения траектории.
Стоит учитывать, что в плане КПД брахиация выгодна — она позволяет преобразовывать потенциальную энергию в кинетическую с наименьшими потерями, а также сохраняет её в процессе движения, в силу их принципа маятника. Но этот тип движения труднее поддаётся контролю, в отличие от ходьбы или бега. При высокой скорости примата, передвигающегося с помощью брахиации, возрастает риск не ухватить ту или иную ветвь вовремя и упасть, получив травму. В итоге приматы зачастую не передвигаются быстро, хотя это энергетически выгоднее, а предпочитают с меньшим риском двигаться медленно, используя непрерывный контакт в брахиации.

## Эволюция брахиации
Считается, что брахиация развивалась от древесного квадропедализма — то есть от движения животных по деревьям с помощью четырёх конечностей. При бипедальном передвижении в ходьбе-передвижении используется только пара нижних конечностей. Брахиация развилась столь сильно и успешно только у приматов и является их отличительным признаком. Ряд черт в строении рук, грудной клетки, спины роднит современных людей и ныне живущих обезьян. Переход к такому типу передвижения рассматривается как важный эволюционный шаг, позволивший в итоге ранним гоминидам адаптироваться к хождению на двух ногах — бипедальности. Было доказано, что постепенное освоение гоминидами частичной или умеренной бипедальности развивается независимо у разных групп гоминид.
Единой гипотезы, объясняющей точно, как гоминиды перешли от брахиации к полной бипедальности, на данном этапе исследований нет. Основной теорией является следующая: приматы передвигались по деревьям вертикально, когда нужно было забраться на определённую высоту. Вертикальное восхождение является примером биомеханической связи бипедальности и брахиации. Поскольку умение гоминид и приматов в целом залезать на деревья было важным для их выживания, в результате эволюции гоминиды выработали много адаптаций к этим действиям, выделяющим их из других видов животных, и в итоге эти механизмы перешли к современным людям. У людей и ранних гоминид, согласно раскопкам, имеются сходства в позе тела, пропорциях конечностей и общем профиле туловища. Также сходные признаки прослеживаются у ныне живущих обезьян.